# Rohrbach an der Gölsen
Rohrbach an der Gölsen là một thị xã thuộc huyện Lilienfeld trong bang Niederösterreich.